# Beta Corvi
β Corvi (Beta Corvi, Eigenname "Kraz") ist ein heller Riese der Spektralklasse G und der dritten Größenklasse. Die Entfernung von β Corvi beträgt ca. 140 Lichtjahre.